# Deutsche Leichtathletik-Meisterschaften 1960/Resultate
Der Hauptteil der Wettbewerbe bei den 60. Deutschen Leichtathletik-Meisterschaften wurde vom 22. bis 24. Juli 1960 im Olympiastadion Berlin ausgetragen.
In der hier vorliegenden Auflistung werden die in den verschiedenen Wettbewerben jeweils ersten sechs platzierten Leichtathletinnen und Leichtathleten aufgeführt. Eine Übersicht mit den Medaillengewinnerinnen und -gewinnern sowie einigen Anmerkungen zu den Meisterschaften findet sich unter dem Link Deutsche Leichtathletik-Meisterschaften 1960.
Wie immer gab es zahlreiche Disziplinen, die zu anderen Terminen an anderen Orten stattfanden – in den folgenden Übersichten jeweils konkret benannt.
Hier die ausführlichen Ergebnislisten der Meisterschaften:

## Meisterschaftsresultate Männer

### 100 m
| Platz | Athlet, Verein                       | Zeit (s) |
| ----- | ------------------------------------ | -------- |
| 1     | Armin Hary (FSV Frankfurt)           | 10,2     |
| 2     | Bernd Cullmann (ASV Köln)            | 10,5     |
| 3     | Walter Mahlendorf (Hannover 96)      | 10,5     |
| 4     | Jürgen Schüttler (ASV Köln)          | 10,6     |
| 5     | Edmund Burg (SV Saar 05 Saarbrücken) | 10,6     |
| 6     | Marcel Wendelin (TG Hanau)           | 10,6     |

Datum: 24. Juli

### 200 m
| Platz | Athlet, Verein                       | Zeit (s) |
| ----- | ------------------------------------ | -------- |
| 1     | Armin Hary (FSV Frankfurt)           | 20,9     |
| 2     | Manfred Germar (ASV Köln)            | 21,2     |
| 3     | Marcel Wendelin (TG Hanau)           | 21,4     |
| 4     | Fredy Kalina (Hannover 96)           | 21,6     |
| 5     | Bernd Cullmann (ASV Köln)            | 21,7     |
| 6     | Edmund Burg (SV Saar 05 Saarbrücken) | 21,8     |

Datum: 23. Juli

### 400 m
| Platz | Athlet, Verein                              | Zeit (s) |
| ----- | ------------------------------------------- | -------- |
| 1     | Carl Kaufmann (Karlsruher SC)               | 45,5     |
| 2     | Manfred Kinder (OSV Hörde)                  | 45,8     |
| 3     | Johannes Kaiser (ASV Köln)                  | 46,4     |
| 4     | Hans-Joachim Reske (SV Saar 05 Saarbrücken) | 46,5     |
| 5     | Karl-Friedrich Haas (SV Siemens Nürnberg)   | 47,1     |
| 6     | Albert Grawitz (Phönix Ludwigshafen)        | 47,3     |

Datum: 24. Juli

### 800 m
| Platz | Athlet, Verein                              | Zeit (min) |
| ----- | ------------------------------------------- | ---------- |
| 1     | Paul Schmidt (FSV Frankfurt)                | 1:49,9     |
| 2     | Jörg Balke (Polizei SV Berlin)              | 1:50,2     |
| 3     | Hans Klinkenberg (TuS Duisburg 48/99)       | 1:50,8     |
| 4     | Gerhard Kopp (SCC Berlin)                   | 1:51,9     |
| 5     | Heinz Buscher (LC Nordhorn)                 | 1:51,9     |
| 6     | Hans-Wolfgang Wichmann (TuS Duisburg 48/99) | 1:52,2     |

Datum: 24. Juli

### 1500 m
| Platz | Athlet, Verein                               | Zeit (min) |
| ----- | -------------------------------------------- | ---------- |
| 1     | Adolf Schwarte (Rot-Weiß Oberhausen)         | 3:46,1     |
| 2     | Hans-Joachim Blatt (Hamburger SV)            | 3:46,4     |
| 3     | Harald Mengler (TSV Eintracht Minden)        | 3:47,0     |
| 4     | Friedrich Stracke (Barmer TV 1846 Wuppertal) | 3:47,1     |
| 5     | Klaus Lehmann (Polizei SV Berlin)            | 3:48,8     |
| 6     | Hans-Jürgen Profé (Phönix Ludwigshafen)      | 3:49,8     |

Datum: 24. Juli

### 5000 m
| Platz | Athlet, Verein                    | Zeit (min) |
| ----- | --------------------------------- | ---------- |
| 1     | Alfred Kleefeldt (TSV Wendlingen) | 14:09,8    |
| 2     | Horst Flosbach (Solinger LC)      | 14:10,8    |
| 3     | Ludwig Müller (FSV Frankfurt)     | 14:16,4    |
| 4     | Roland Watschke (VfL Wolfsburg)   | 14:16,6    |
| 5     | Günter Timm (VfL Wolfsburg)       | 14:17,2    |
| 6     | Ingo Kretschmer (1. FC Nürnberg)  | 14:21,8    |

Datum: 23. Juli

### 10.000 m
| Platz | Athlet, Verein                        | Zeit (min) |
| ----- | ------------------------------------- | ---------- |
| 1     | Roland Watschke (VfL Wolfsburg)       | 30:09,6    |
| 2     | Karl-Heinz Paetow (Hamburger SV)      | 30:11,0    |
| 3     | Wolfgang Fricke (Polizei-SV Hannover) | 30:25,2    |
| 4     | Hermann Schnelle (VfL Wolfsburg)      | 30:56,8    |
| 5     | Rudolf Stelz (VfB Gießen)             | 31:29,0    |
| 6     | Alfons Ida (VfL Wolfsburg)            | 31:39,0    |

Datum: 25. September
fand in Hamm statt

### Marathon
| Platz | Athlet, Verein                              | Zeit (h) |
| ----- | ------------------------------------------- | -------- |
| 1     | Jürgen Wedeking (VfL Wolfsburg)             | 2:29:16  |
| 2     | Heinrich Arians (TSR Olympia Wilhelmshaven) | 2:29:19  |
| 3     | Lothar Reinshagen (VfL Eintracht Hagen)     | 2:31:08  |
| 4     | Wilhelm Gänßler (TSR Olympia Wilhelmshaven) | 2:31:57  |
| 5     | Werner Zylka (TUSEM Essen)                  | 2:34:55  |
| 6     | Wilfried Irmen (Eintracht Duisburg)         | 2:36:35  |

Datum: 2. Oktober
fand in Celle statt

### Marathon, Mannschaftswertung
| Platz | Verein, Besetzung                                                        | Zeit (h) |
| ----- | ------------------------------------------------------------------------ | -------- |
| 1     | TSR Olympia Wilhelmshaven (Heinrich Arians, Wilhelm Gänßer, Hans Gerdes) | 7:40:05  |
| 2     | TUSEM Essen 1 (Werner Zylka, August Blumensaat, Fritz Schöning)          | 7:50:31  |
| 3     | BTSV 1850 Berlin (Franz Marowski, Dieter Unruh, Herbert Rother)          | 8:19:45  |
| 4     | ASV Köln (Günther Hahn, Wilfried Achilles, Hugo Lipper)                  | 8:27:50  |
| 5     | SCC Berlin (Günter Thiele, Hermann Brecht, Fritz Orlowski)               | 8:56:55  |
| 6     | TUSEM Essen 2 (Manfred Günther, Dieter Sack, Werner Reck)                | 8:37:14  |

Datum: 2. Oktober
fand in Celle statt

### 110 m Hürden
| Platz | Athlet, Verein                       | Zeit (s) |
| ----- | ------------------------------------ | -------- |
| 1     | Martin Lauer (ASV Köln)              | 13,8     |
| 2     | Karl-Ernst Schottes (DSD Düsseldorf) | 14,4     |
| 3     | Klaus Gerbig (TG Rüsselsheim)        | 14,5     |
| 4     | Rudi Felger (TSG Backnang)           | 14,6     |
| 5     | Walter Pensberger (TSV 1860 München) | 14,7     |
| 6     | Günther Brand (VfL Wolfsburg)        | 14,7     |

Datum: 23. Juli

### 200 m Hürden
| Platz | Athlet, Verein                    | Zeit (s) |
| ----- | --------------------------------- | -------- |
| 1     | Martin Lauer (ASV Köln)           | 23,4     |
| 2     | Hinrich John (TSV Bad Wörishofen) | 23,9     |
| 3     | Klaus Kaiser (Solinger LC)        | 24,3     |
| 4     | Joachim Hellmich (OSC Berlin)     | 24,5     |
| 5     | Günther Wild (Karlsruher SC)      | 24,6     |
| 6     | Wolf Reinhardt (SV Darmstadt 98)  | 24,9     |

Datum: 22. Juli

### 400 m Hürden
| Platz | Athlet, Verein                      | Zeit (s) |
| ----- | ----------------------------------- | -------- |
| 1     | Helmut Janz (VfL Gladbeck)          | 50,6 DRe |
| 2     | Willi Matthias (DTSG 1874 Hannover) | 51,40000 |
| 3     | Wolfgang Fischer (MTV Ludwigsburg)  | 51,80000 |
| 4     | Manfred Wagner (Post-SV Trier)      | 52,10000 |
| 5     | Heinz Hoß (SpVgg. Feuerbach)        | 52,70000 |
| 6     | Manfred Keusgen (ASV Köln)          | 54,20000 |

Datum: 24. Juli
Helmut Janz stellte hier seinen eigenen deutschen Rekord mit 50,6 s ein.

### 3000 m Hindernis
| Platz | Athlet, Verein                                | Zeit (min) |
| ----- | --------------------------------------------- | ---------- |
| 1     | Heinz Laufer (SpVgg. Feuerbach)               | 8:51,8     |
| 2     | Wilhelm-Rüdiger Böhme (Hamburger SV)          | 8:52,2     |
| 3     | Jürgen Rüdiger (USC Freiburg)                 | 9:02,6     |
| 4     | Siegfried Gerhards (Barmer TV 1846 Wuppertal) | 9:05,8     |
| 5     | Erich Vellage (Polizei-SV Hannover)           | 9:09,0     |
| 6     | Herbert Roth (ASV Köln)                       | 9:10,2     |

Datum: 24. Juli

### 4 × 100 m Staffel
| Platz | Verein, Besetzung                                                                        | Zeit (s) |
| ----- | ---------------------------------------------------------------------------------------- | -------- |
| 1     | ASV Köln (Bernd Cullmann, Martin Lauer, Jürgen Schüttler, Manfred Germar)                | 40,6     |
| 2     | Hannover 96 (Hinrick Helmke, Fredy Kalina, Walter Mahlendorf, Wolfgang Steinhoff)        | 41,0     |
| 3     | TSV 1860 München (Eduard Feneberg, Michael Gernandt, Martin Reichert, Hans Oesterlein)   | 41,7     |
| 4     | SV Salamander Kornwestheim (Werner Müller, Günter Oesterle, Manfred Frick, Peter Gamper) | 42,0     |
| 5     | OSC Berlin (Heinz Oberbeck, Below, Joachim Hellmich, Uwe Krohn)                          | 42,1     |
| DSQ   | SV Saar 05 Saarbrücken (A. Burg, Hans-Joachim Reske, Edmund Burg, Kurt Heidrich)         |          |

Datum: 24. Juli

### 4 × 400 m Staffel
| Platz | Verein, Besetzung                                                               | Zeit (min) |
| ----- | ------------------------------------------------------------------------------- | ---------- |
| 1     | OSV Hörde (Engelbert Basse, Udo Waldheim, Manfred Poerschke, Manfred Kinder)    | 3:09,6     |
| 2     | ASV Köln (Klaus Dummer, Peter Hoppe, Burkhart Quantz, Johannes Kaiser)          | 3:10,1     |
| 3     | VfL Wolfsburg (Horst Huber, B. Meier, Horst Grone, Dieter Heydecke)             | 3:11,2     |
| 4     | USC Freiburg (Heinrich Buchgeister, Gerd Dörrie, Otto Klappert, Helmut Joho)    | 3:13,5     |
| 5     | TSV Bayer 04 Leverkusen (Werner Corts, Horst Pöhler, Albert Günzel, Peter Adam) | 3:14,4     |
| 6     | TK Hannover (Wolfgang Schöll, Wieprecht, Willing, Oergel)                       | 3:20,2     |

Datum: 24. Juli

### 3 × 1000 m Staffel
| Platz | Verein, Besetzung                                                              | Zeit (min) |
| ----- | ------------------------------------------------------------------------------ | ---------- |
| 1     | Polizei SV Berlin (Gerhard Weinmann, Klaus Lehmann, Jörg Balke)                | 7:16,6     |
| 2     | Berliner SC (Jörg Lawrenz, Herbert Stichnote, Olaf Lawrenz)                    | 7:18,0     |
| 3     | TSV Bayer 04 Leverkusen (Dieter Roos, Karl-Heinz Czock, Hans Berghahn)         | 7:18,8     |
| 4     | Hamburger SV (Peter Bock, Gerhard Flomm, Jürgen Sewekow)                       | 7:21,0     |
| 5     | Polizei SV Bielefeld (Siegfried Nürnberger, Wolfgang Zur, Hans-Joachim Krause) | 7:23,2     |
| 6     | VfL Sindelfingen (Paul Gräf, Siegfried Klengel, Peter Collmer)                 | 7:25,0     |

Datum: 23. Juli

### 20-km-Gehen
| Platz | Athlet, Verein                           | Zeit (h)  |
| ----- | ---------------------------------------- | --------- |
| 1     | Claus Biethan (SV Friedrichsgabe)        | 1:35:03,6 |
| 2     | Werner Schmitz (Meidericher SV)          | 1:35:51,0 |
| 3     | Jürgen Krämer (Hypoclub München)         | 1:37:21,0 |
| 4     | Herbert Staubach (Meidericher SV)        | 1:37:51,0 |
| 5     | Claus Bartels (Eintracht Frankfurt)      | 1:37:55,0 |
| 6     | Horst Thomanske (Eintracht Braunschweig) | 1:38:07,2 |

Datum: 22. Juli

### 20-km-Gehen, Mannschaftswertung
| Platz | Verein, Besetzung                                                             | Zeit (h)  |
| ----- | ----------------------------------------------------------------------------- | --------- |
| 1     | Grün-Weiß Essen (Alfred Fattmann, Wolfgang Döring, Klaus Ingenhaag)           | 5:02:25,2 |
| 2     | Eintracht Braunschweig (Horst Thomanske, Heinz Mayr, Walter Stoltz)           | 5:04:09,2 |
| 3     | Meidericher SV (Werner Schmitz, Herbert Staubach, Manfred Zwickler)           | 5:04:13,0 |
| 4     | Eintracht Frankfurt (Claus Bartels, Hans-Wilhelm Neuhaus, Bernhard Nermerich) | 5:06:26,0 |
| 5     | Berliner SC (Hans-Jürgen Paul, Kemper, Mensing)                               | 5:11:56,4 |
| 6     | BTSV 1850 Berlin (Horst Brüning, Lehmann, Richter)                            | 5:24:28,0 |

Datum: 22. Juli

### 50-km-Gehen
| Platz | Athlet, Verein                      | Zeit (h) |
| ----- | ----------------------------------- | -------- |
| 1     | Claus Biethan (SV Friedrichsgabe)   | 4:46:58  |
| 2     | Claus Bartels (Eintracht Frankfurt) | 4:50:57  |
| 3     | Heinz Mayr (Eintracht Braunschweig) | 4:51:05  |
| 4     | Jürgen Krämer (Hypo-Club München)   | 4:55:48  |
| 5     | Wolfgang Döring (Grün-Weiß Essen)   | 4:56:15  |
| 6     | Anton Heinzer (SG Hausham 01)       | 5:01:16  |

Datum: 2. Oktober
fand in Celle statt

### 50-km-Gehen, Mannschaftswertung
| Platz | Verein, Besetzung                                                      | Zeit (h) |
| ----- | ---------------------------------------------------------------------- | -------- |
| 1     | SV Friedrichsgabe (Claus Biethan, Gerd Nickel, Harald Michelsen)       | 15:08:00 |
| 2     | Eintracht Braunschweig (Heinz Mayr, Walter Stoltz, Lothar Wrase)       | 15:13:13 |
| 3     | Grün-Weiß Essen (Wolfgang Döring, Willi Schneidereit, Kunibert Mandel) | 15:25:22 |
| 4     | Hamburger SV (Emil Griem, Horst Gerdau, Reimers)                       | 15:28:26 |
| 5     | KSV Hessen Kassel (Kornelius Holeczy, Willi Voß, Gerd Lehmann)         | 16:51:24 |

Datum: 2. Oktober
fand in Celle statt
nur 5 Mannschaften in der Wertung

### Hochsprung
| Platz | Athlet, Verein                        | Höhe (m) |
| ----- | ------------------------------------- | -------- |
| 1     | Theo Püll (VfL Wolfsburg)             | 2,05     |
| 2     | Peter Riebensahm (ATSV Bremerhaven)   | 2,02     |
| 3     | Herbert Hopf (TG Würzburg)            | 1,93     |
| 4     | Dieter Krake (VfL Wolfsburg)          | 1,93     |
| 4     | Harald Lindemann (ASV Köln)           | 1,93     |
| 6     | Erich Bremicker (Phönix Ludwigshafen) | 1,90     |

Datum: 24. Juli

### Stabhochsprung
| Platz | Athlet, Verein                       | Höhe (m) |
| ----- | ------------------------------------ | -------- |
| 1     | Klaus Lehnertz (Solinger LC)         | 4,30     |
| 2     | Helmut Schmidt (TuS Opladen)         | 4,20     |
| 3     | Rainer Schmelz (Rot-Weiß Oberhausen) | 4,20     |
| 4     | Dieter Möhring (VfL Wolfsburg)       | 4,20     |
| 5     | Horst Drumm (USC Mainz)              | 4,10     |
| 6     | Friedebert Volk (TuS Fritzlar)       | 4,10     |

Datum: 23. Juli

### Weitsprung
| Platz | Athlet, Verein                     | Weite (m) |
| ----- | ---------------------------------- | --------- |
| 1     | Manfred Steinbach (VfL Wolfsburg)  | 8,14 w    |
| 2     | Manfred Molzberger (ASV Köln)      | 7,7600    |
| 3     | Gerhard Deyerling (TSG Haßloch)    | 7,6900    |
| 4     | Peter Scharp (Hamburger SV)        | 7,5700    |
| 5     | Dietrich Richter (TG Schwenningen) | 7,4500    |
| 6     | Peter Hajek (VfL Wolfsburg)        | 7,2000    |

Datum: 24. Juli
Manfred Steinbach siegte mit 8,14 m und übertraf damit den 25 Jahre alten Weltrekord von Jesse Owens um einen Zentimeter. Diese Weite konnte wegen des Rückenwinds von 3,2 m/s nicht anerkannt werden. Mit seiner regulären Weite von 7,93 m übertraf Steinbach jedoch den seit 1937 gültigen von Luz Long gehaltenen deutschen Rekord um drei Zentimeter.

### Dreisprung
| Platz | Athlet, Verein                            | Weite (m) |
| ----- | ----------------------------------------- | --------- |
| 1     | Heinz Schott (TV Kempten)                 | 15,57     |
| 2     | Jörg Wischmeier (Rheydter TV 1847)        | 15,51     |
| 3     | Norbert Weiser (Turnerschaft Kronach)     | 15,15     |
| 4     | Hans-Jörg Müller (SV Saar 05 Saarbrücken) | 14,97     |
| 5     | Peter Parnitzke (Stuttgarter LC)          | 14,75     |
| 6     | Peter Hajek (VfL Wolfsburg)               | 14,69     |

Datum: 22. Juli

### Kugelstoßen
| Platz | Athlet, Verein                               | Weite (m) |
| ----- | -------------------------------------------- | --------- |
| 1     | Dietrich Urbach (TSV 1860 München)           | 17,39     |
| 2     | Hermann Lingnau (FSV Frankfurt)              | 17,20     |
| 3     | Karl-Heinz Wegmann (Dortmunder SC 95)        | 16,60     |
| 4     | Ralf Zerrahn (VfL Wolfsburg)                 | 16,40     |
| 5     | Hans-Jürgen Hilbig (TSV Bayer 04 Leverkusen) | 16,30     |
| 6     | Friedhard Zastrow (TSV Gaarden/Kiel)         | 16,16     |

Datum: 24. Juli

### Diskuswurf
| Platz | Athlet, Verein                  | Weite (m) |
| ----- | ------------------------------- | --------- |
| 1     | Dieter Möhring (VfL Wolfsburg)  | 48,34     |
| 2     | Bernd Mensmann (TSG Dülmen)     | 48,26     |
| 3     | Josef Klik (TuS Fritzlar)       | 48,03     |
| 4     | Rudolf Schwarz (VfL Wolfsburg)  | 47,97     |
| 5     | Anton Pflieger (USC Heidelberg) | 47,62     |
| 6     | Gerd Hillermann (Hamburger SV)  | 47,52     |

Datum: 23. Juli

### Hammerwurf
| Platz | Athlet, Verein                             | Weite (m) |
| ----- | ------------------------------------------ | --------- |
| 1     | Siegfried Lorenz (OSV Hörde)               | 59,65     |
| 2     | Hans Fahsl (Schwarz-Weiß Westende Hamborn) | 58,86     |
| 3     | Willi Glotzbach (Fuldaer Turnerschaft 48)  | 58,00     |
| 4     | Alfons Wiegand (Spvgg. 03 Neu-Isenburg)    | 57,57     |
| 5     | Hans Wulff (KSV Hessen Kassel)             | 56,76     |
| 6     | Hugo Ziermann (Grün-Weiß Frankfurt)        | 55,65     |

Datum: 22. Juli

### Speerwurf
| Platz | Athlet, Verein                         | Weite (m) |
| ----- | -------------------------------------- | --------- |
| 1     | Hermann Salomon (Hamburger SV)         | 77,54     |
| 2     | Hermann Rieder (TSV 1860 München)      | 75,73     |
| 3     | Rolf Herings (TSV Bayer 04 Leverkusen) | 75,37     |
| 4     | Hans Schenk (TSV Bayer 04 Leverkusen)  | 73,37     |
| 5     | Heinrich Will (Rendsburger TSV)        | 72,87     |
| 6     | Peter Mörbel (1. FSV Mainz 05)         | 71,10     |

Datum: 23. Juli

### Fünfkampf,1952er Wertung
| Platz | Athlet, Verein                  | P – offiz. Wert. | P – 85er Wert. |
| ----- | ------------------------------- | ---------------- | -------------- |
| 1     | Hermann Salomon (Hamburger SV)  | 3384             | 3653           |
| 2     | Herbert Stichnote (Berliner SC) | 3080             | 3361           |
| 3     | Klaus Förste (ASV Köln)         | 3062             | 3450           |
| 4     | Horst Stelzner (Hamburger SV)   | 3032             | 3426           |
| 5     | Walter Oberste (OSV Hörde)      | 3005             | 3360           |
| 6     | Josef Freund (TV 1847 Wetzlar)  | 2878             | 3330           |

Datum: 24. September
fand in Hamm statt
Disziplinen des Fünfkampfs: Weitsprung, Speerwurf, 200 m, Diskuswurf, 1500 m

### Fünfkampf– Mannschaftswertung
| Platz | Verein, Besetzung                                                        | Leistung (Pkte) |
| ----- | ------------------------------------------------------------------------ | --------------- |
| 1     | Hamburger SV (Hermann Salomon, Manfred Bock, Horst Stelzner)             | 9666            |
| 2     | Berliner SC (Herbert Stichnote, Olaf Lawrenz, Jörg Lawrenz)              | 8676            |
| 3     | TV 1847 Wetzlar (Josef Freund, Detlef Manche, Rolf Reebs)                | 8507            |
| 4     | Polizei SV Berlin (Klaus Beuschel, Wolfgang Kardetzky, Gerhard Weinmann) | 8332            |
| 5     | OSV Hörde (Walter Oberste, Kehse, Kultus)                                | 8078            |
| 6     | ASV Köln (Klaus Förste, Petry, Schmitz-Kamp)                             | 7976            |

Datum: 24. September
fand in Hamm statt
Anmerkung: Die hier aufgelisteten Punktzahlen ergeben sich aus der zum Zeitpunkt der Austragung gültigen Wertungstabelle.

### Zehnkampf,1952er Wertung
| Platz | Athlet, Verein                    | P – offiz. Wert. | P – 85er Wert. |
| ----- | --------------------------------- | ---------------- | -------------- |
| 1     | Peter Gerber (TK Hannover)        | 6433             | 6694           |
| 2     | Klaus Nüske (ASV Berlin)          | 6251             | 6498           |
| 3     | Wolfgang Heise (LC Nordhorn)      | 6008             | 6381           |
| 4     | Joachim Lange (ASV Köln)          | 5773             | 6234           |
| 5     | Peter Hoppe (ASV Köln)            | 5611             | 6034           |
| 6     | Herbert Höfner (TSV 1860 München) | 5599             | 6160           |

Datum: 24./25. September
fand in Hamm statt

### Zehnkampf,1952er Wertung– Mannschaftswertung
| Platz | Verein, Besetzung                                             | Leistung (Pkte) |
| ----- | ------------------------------------------------------------- | --------------- |
| 1     | ASV Berlin (Klaus Nüske, Karl-Heinz Drygalsky, Manfred Wedde) | 17.248          |
| 2     | ASV Köln (Joachim Lange, Peter Hoppe, Petersen)               | 16.609          |
| 3     | LC Nordhorn (Wolfgang Heise, Busche, Peter Merziger)          | 16.592          |
| 4     | TK Hannover (Peter Gerber, Horst Busse Horst Busse, D. Busse) | 16.319          |
| 5     | TSV Fortuna Glückstadt (Willi Holdorf, Dirk Fröhner, Grimpe)  | 15.821          |
| 6     | Dortmunder TG von 1876 (Kobs, D. Kelp, G. Kelp)               | 14.776          |

Datum: 24./25. September
fand in Hamm statt

### Waldlauf–7175 m
| Platz | Athlet, Verein                       | Zeit (min) |
| ----- | ------------------------------------ | ---------- |
| 1     | Ludwig Müller (FSV Frankfurt)        | 20:41,0    |
| 2     | Horst Flosbach (Solinger LC)         | 20:47,8    |
| 3     | Günter Nordhausen (TSV Elmshorn)     | 20:55,0    |
| 4     | Alfons Ida (VfL Wolfsburg)           | 21:04,6    |
| 5     | Wilhelm-Rüdiger Böhme (Hamburger SV) | 21:06,2    |
| 6     | Hans Widl (TSV 1860 München)         | 21:07,2    |

Datum: 17. April
fand in Dülmen statt

### Waldlauf–7175 m, Mannschaftswertung
| Platz | Verein, Besetzung                                                          | (Pkte)               |
| ----- | -------------------------------------------------------------------------- | -------------------- |
| 1     | Hamburger SV (Wilhelm-Rüdiger Böhme, Karl-Heinz Paetow, Hans-Jürgen Profé) | 13 (Plätze 05/7/16)  |
| 2     | TSV 1860 München (Hans Widl, Rudolf Matt, Walter Müller)                   | 17 (Plätze 06/10/17) |
| 3     | SV St. Georg 1895 Hamburg (Klaus Rißmann, U. Lawrenz, Joachim Sitzmann)    | 35 (Plätze 09/25/27) |
| 4     | VfL Wolfsburg (Alfons Ida, Hermann Schnelle, Handel)                       | 39 (Plätze 04/24/43) |
| 5     | SCC Berlin (Peter Kubicki, Bensow, Günter Dohrow)                          | 46 (Plätze 18/29/32) |
| 6     | Polizei SV Berlin (Bernd-Dieter Hecht, Herbert Pieritz, Heritz)            | 48 (Plätze 23/26/36) |

Datum: 17. April
fand in Dülmen statt

## Meisterschaftsresultate Frauen

### 100 m
| Platz | Athletin, Verein                   | Zeit (s) |
| ----- | ---------------------------------- | -------- |
| 1     | Anni Biechl (Post-SV München)      | 11,6     |
| 2     | Brunhilde Hendrix (1. FC Nürnberg) | 11,7     |
| 3     | Martha Langbein (USC Heidelberg)   | 11,8     |
| 4     | Karin Frisch (Stuttgarter Kickers) | 11,8     |
| 5     | Maren Collin (Wuppertaler SV)      | 11,9     |
| 6     | Marianne Niederquell (OSV Hörde)   | 11,9     |

Datum: 23. Juli

### 200 m
| Platz | Athletin, Verein                            | Zeit (s) |
| ----- | ------------------------------------------- | -------- |
| 1     | Brunhilde Hendrix (1. FC Nürnberg)          | 24,5     |
| 2     | Jutta Heine (DHC Hannover)                  | 24,6     |
| 3     | Karin Frisch (Stuttgarter Kickers)          | 24,7     |
| 4     | Maria Jeibmann, geb. Arenz (Wuppertaler SV) | 25,1     |
| 5     | Renate Marsch (Hannover 96)                 | 25,5     |
| 6     | Barbara Rumpel (VfB Gießen)                 | 25,9     |

Datum: 24. Juli

### 400 m
| Platz | Athletin, Verein                            | Zeit (s) |
| ----- | ------------------------------------------- | -------- |
| 1     | Maria Jeibmann, geb. Arenz (Wuppertaler SV) | 56,2     |
| 2     | Reinhilde Knapp (FC Schalke 04)             | 56,6     |
| 3     | Charlotte Schmidt (FSV Frankfurt)           | 57,2     |
| 4     | Helga Henning (Eintracht Hannover)          | 57,5     |
| 5     | Karin Gloger (TUSEM Essen)                  | 58,2     |
| 6     | Rosemarie Nitsch (Post-SG Mannheim)         | 58,3     |

Datum: 23. Juli

### 800 m
| Platz | Athletin, Verein                                       | Zeit (min) |
| ----- | ------------------------------------------------------ | ---------- |
| 1     | Veronika Kummerfeldt, geb. Mitgude (TuS Empelde)       | 2:07,9     |
| 2     | Antje Gleichfeld, geb. Braasch (TuS Alstertal Hamburg) | 2:08,5     |
| 3     | Doris Goldhausen (OSV Hörde)                           | 2:10,8     |
| 4     | Ariane Döser (SSV Reutlingen 05)                       | 2:13,1     |
| 5     | Marie-Luise Seiler (Meidericher SV)                    | 2:14,9     |
| 6     | Marlene Büchler (Wuppertaler SV)                       | 2:17,1     |

Datum: 24. Juli

### 80 m Hürden
| Platz | Athletin, Verein                          | Zeit (s) |
| ----- | ----------------------------------------- | -------- |
| 1     | Zenta Kopp, geb. Gastl (TSV 1860 München) | 10,6     |
| 2     | Edeltraud Keller (TG Trossingen)          | 10,9     |
| 3     | Jutta Heine (DHC Hannover)                | 11,0     |
| 4     | Lore Döderlein (TG Würzburg)              | 11,2     |
| 5     | Renate Junker (Rheydter TV 1847 1847)     | 11,2     |
| 6     | Gertrud Hantschk (TS Jahn München)        | 11,3     |

Datum: 24. Juli
Bei den von Zenta Kopp erzielten 10,6 s, die Einstellung ihres eigenen deutschen Rekords bedeutet hätten, gab es keine Windmessung, sodass diese Leistung nicht offiziell gewertet werden konnte.

### 4 × 100 m Staffel
| Platz | Verein, Besetzung                                                                  | Zeit (s) |
| ----- | ---------------------------------------------------------------------------------- | -------- |
| 1     | USC Heidelberg (Ingrid Bergmann, Martha Langbein, Renate Bronnsack, Waltraud Groß) | 47,3     |
| 2     | OSV Hörde (Michel, Marianne Niederquell, Christel Ellekotten, Bärbel Tölle)        | 47,4     |
| 3     | Hannover 96 (Renate Bicker, Renate Marsch, Erika Fisch, Huber – geb. Pachnicke)    | 47,6     |
| 4     | Hamburger SV (Bärbel Dunker, Jutta Stöck, Ursula von Merhagen, Hilke Thymm)        | 47,7     |
| 5     | Holstein Kiel (Baggesen, Helga Hüttmann, Jutta Schultheiß, Gudrun Lenze)           | 47,7     |
| 6     | Post-SV München (Elfriede Schmid, Inge Karl, Brigitte Stich, E. Müller)            | 48,8     |

Datum: 24. Juli

### Hochsprung
| Platz | Athletin, Verein                              | Höhe (m) |
| ----- | --------------------------------------------- | -------- |
| 1     | Marlene Schmitz-Portz, geb. Mathei (ASV Köln) | 1,67     |
| 2     | Rita Kortum (VfL Wolfsburg)                   | 1,64     |
| 3     | Christa Büchner (TSV Bayer 04 Leverkusen)     | 1,61     |
| 4     | Erika Strößenreuther (TSV 1860 München)       | 1,58     |
| 5     | Heidi Maasberg (TSV 1860 München)             | 1,58     |
| 6     | Maria Haas, geb. Sturm (1. FC Nürnberg)       | 1,58     |
| 6     | Marlene Kirchberg (Wuppertaler SV)            | 1,58     |

Datum: 23. Juli

### Weitsprung
| Platz | Athletin, Verein                          | Weite (m) |
| ----- | ----------------------------------------- | --------- |
| 1     | Zenta Kopp, geb. Gastl (TSV 1860 München) | 6,20      |
| 2     | Helga Hoffmann (ATSV Saarbrücken)         | 6,07      |
| 3     | Liesel Jakobi (ATSV Saarbrücken)          | 5,98      |
| 4     | Renate Junker (Rheydter TV 1847 1847)     | 5,95      |
| 5     | Gudrun Scheller (Eintracht Braunschweig)  | 5,84      |
| 6     | Rosita Herms (USC Mainz)                  | 5,75      |

Datum: 22. Juli

### Kugelstoßen
| Platz | Athletin, Verein                                    | Weite (m) |
| ----- | --------------------------------------------------- | --------- |
| 1     | Sigrun Grabert (SV 03 Tübingen)                     | 15,03     |
| 2     | Marianne Werner, geb. Schulze-Entrup (SC Greven 09) | 13,96     |
| 3     | Inge Gauß (TV 1879 Eutingen)                        | 13,88     |
| 4     | Antonia Vehoff (SC Greven 09)                       | 13,81     |
| 5     | Hannelore Keydel (TSV Bayer 04 Leverkusen)          | 13,25     |
| 6     | Ilse Bechthold, geb. Peters (Eintracht Frankfurt)   | 13,18     |

Datum: 23. Juli

### Diskuswurf
| Platz | Athletin, Verein                                  | Weite (m) |
| ----- | ------------------------------------------------- | --------- |
| 1     | Kriemhild Hausmann (Preussen Krefeld)             | 52,23     |
| 2     | Hanna Bienert (Post-SV Hannover)                  | 48,54     |
| 3     | Gudrun Kapolke (Hamburger SV)                     | 47,33     |
| 4     | Sigrun Grabert (SV 03 Tübingen)                   | 45,93     |
| 5     | Ilse Bechthold, geb. Peters (Eintracht Frankfurt) | 44,84     |
| 6     | Liselotte Sturm (1. FC Nürnberg)                  | 44,79     |

Datum: 22. Juli

### Speerwurf
| Platz | Athletin, Verein                               | Weite (m) |
| ----- | ---------------------------------------------- | --------- |
| 1     | Erika Strößenreuther (TSV 1860 München)        | 49,35     |
| 2     | Anneliese Gerhards, geb. Jansen (TV Lobberich) | 48,14     |
| 3     | Almut Brömmel (TSV 1860 München)               | 47,96     |
| 4     | Jutta Neumann, geb. Krüger (OSC Berlin)        | 44,61     |
| 5     | Ursula Braun (Schramberger Turnerschaft)       | 44,23     |
| 6     | Margot Kowalewski (ASV Berlin)                 | 43,23     |

Datum: 24. Juli

### Fünfkampf,1955er Wertung
| Platz | Athletin, Verein                          | Leistung (Pkte) |
| ----- | ----------------------------------------- | --------------- |
| 1     | Jutta Heine (DHC Hannover)                | 4569            |
| 2     | Helga Hoffmann (ATSV Saarbrücken)         | 4435            |
| 3     | Erika Fisch (Hannover 96)                 | 4301            |
| 4     | Christa Büchner (TSV Bayer 04 Leverkusen) | 4296            |
| 5     | Kriemhild Hausmann (Preussen Krefeld)     | 4282            |
| 6     | Hilke Thymm (Hamburger SV)                | 4143            |

Datum: 24./25. September
fand in Hamm statt

### Fünfkampf,1955er Wertung– Mannschaftswertung
| Platz | Verein, Besetzung                                                           | Leistung (Pkte) |
| ----- | --------------------------------------------------------------------------- | --------------- |
| 1     | Hamburger SV (Hilke Thymm, Leonore Tauer, Regina Bock)                      | 12.272          |
| 2     | TSV 1860 München (Erika Strößenreuther, Heidi Maasberg, Heim)               | 12.025          |
| 3     | Hannover 96 (Erika Fisch, Renate Bicker, Stefanie Huber – geb. Pachnicke)   | 11.917          |
| 4     | KSV Hessen Kassel (Gertrud Dilcher, Regina Leimer, Rosemarie Erbroth)       | 11.425          |
| 5     | SC Greven 09 (Anne-Chatrine Rühlow – geb. Lafrenz, Harrach, Antonia Vehoff) | 11.010          |
| 6     | Preussen Krefeld (Kriemhild Hausmann, Quick, Klee)                          | 10.928          |

Datum: 24./25. September
fand in Hamm statt

### Waldlauf–1435 m
| Platz | Athletin, Verein                                 | Zeit (min) |
| ----- | ------------------------------------------------ | ---------- |
| 1     | Josefine Bongartz (OSC Waldniel)                 | 4:22,4     |
| 2     | Veronika Kummerfeldt, geb. Mitgude (TuS Empelde) | 4:25,8     |
| 3     | Edith Schiller (ASV Köln)                        | 4:27,4     |
| 4     | Doris Goldhausen (OSV Hörde)                     | 4:30,8     |
| 5     | Erna Maisack (TV Jahn Plaidt)                    | 4:31,3     |
| 6     | Helga Sayer (TV Bittenfeld)                      | 4:32,2     |

Datum: 17. April
fand in Dülmen statt

### Waldlauf–1435 m, Mannschaftswertung
| Platz | Verein, Besetzung                                                             | (Pkte)               |
| ----- | ----------------------------------------------------------------------------- | -------------------- |
| 1     | OSC Waldniel (Josefine Bongartz, Maria Inderfurth, Anni Erdkamp)              | 25 (Plätze 01/13/23) |
| 2     | ASV Köln (Edith Schiller, Christa Luczak, Mecking)                            | 26 (Plätze 03/11/27) |
| 3     | TuS Empelde (Veronika Kummerfeldt, geb. Mitgude, Käthe Degens, Anke Hoffmann) | 28 (Plätze 02/12/26) |
| 4     | OSV Hörde (Doris Goldhausen, Herde, Seifert)                                  | 35 (Plätze 04/20/25) |
| 5     | Post-SG Mannheim (Rosemarie Nitsch, Gipp, Dörr)                               | 37 (Plätze 08/16/31) |
| 6     | SC Tegeler Forst Berlin (Ilse Rössler, Ute Paschke, Böttge)                   | 41 (Plätze 10/18/33) |

Datum: 17. April
fand in Dülmen statt

## Video
- Filmausschnitte u. a. von den Deutschen Leichtathletikmeisterschaften auf filmothek.bundesarchiv.de, Bereich: 6:02 min bis 9:02 min, abgerufen am 20. April 2021